# Las Navas de Jadraque
Las Navas de Jadraque – gmina w Hiszpanii, w prowincji Guadalajara, w Kastylii-La Mancha, o powierzchni 9,03 km². W 2011 roku gmina liczyła 32 mieszkańców.